# Њутонаби
Њутонаби (енгл. Newtownabbey) је град у Уједињеном Краљевству у Северној Ирској. Према процени из 2007. у граду је живело 64.973 становника.

## Становништво
Према процени, у граду је 2007. живело 64.973 становника.
| 1981.  | 1991.  | 2001.  |
| ------ | ------ | ------ |
| 56.149 | 57.103 | 62.056 |

## Партнерски градови
- Дорстен